# Jan Doležal (lesník)
Jan Theodorich Doležal (pseudonym Jan Jedlovský, 30. června 1847 myslivna Posekanec nedaleko Proseče – 25. prosince 1901 Žďár nad Sázavou) byl český lesník, novinář a odborný publicista, jako první publikující v češtině v oboru lesnictví a rybářství.

## Život

### Mládí
Narodil se roku 1847 v lesnické samotě Posekanec u Proseče nedaleko Chrudimi v tradičně lesnické rodině. Navštěvoval obecnou školu v Proseči. Po absolvování německé nižší reálné školy v Poličce zahájil kariéru lesníka. Stal se úředníkem v místním lesním okrese.

### Lesnictví
Před rokem 1866 rezignoval na práci úředníka a odešel do lesní správy velkého pozemkového majetku knížete Thurn-Taxise v Rychmburku u Skutče. I zde složil nižší státní zkoušku k zajištění technických lesnických služeb a stal se lesnickým asistentem v Karlštejně u Svratky. Kromě toho se soukromě věnoval hlubšímu výzkumu v oblasti lesnictví. Výsledkem byl časopis Háj: časopis pro lesníka, myslivce a přítele přírody (časopis České lesnické společnosti), který vlastním nákladem vydával od roku 1872, časem s různými přílohami (1876–1887 „Domácnost“, „Hovorna“, 1895–1900 „Lesní obzor“, 1878–1901 „Lověna“, „Myslivna“, „Naše domácnost“, „Naše mládež“, 1880–1900 „Rybářské listy“, od 1895 „Z lesů a luhů“, „Z lesovny“). Jednalo se o první česky psané periodikum zaměřené na lesnictví.
V roce 1873 odešel ze služeb Thurn-Taxisů a přestěhoval se nejprve do Svaté Kateřiny poblíž Poličky, poté do města Krouna, roku 1877 pak do Krucemburku. Žil v bývalé palírně, kde posléze zřídil internátní lesnickou školu. V roce 1883 se přestěhoval z Krucemburku do Čečenska a poté v roce 1884 do Žďáru nad Sázavou. Zde se podílel na rozvoji místního společenského života, například 8. ledna 1884 požádal městskou radu o založení místního muzea, ale jeho plán nebyl podpořen. Zasadil se rovněž o vznik městského parku.

### Úmrtí
Jan Theodorich Doležal zemřel 25. prosince 1901 ve Žďáru nad Sázavou ve věku 54 let. Pohřben je na žďárském městském hřbitově.

## Dílo
Ve věku 21 let začal vydávat svá první díla, v nichž vycházel mj. z vlastního nezávislého výzkumu; rovněž se zde projevovaly vlastenecké tendence. První textem je článek s názvem O škodném lesním hmyzu v časopise Hospodář v roce 1868. Je autorem mnoha příspěvků v periodikách (Hospodářský sborník, Budečská zahrada, vojenské periodikum Vlast) a encyklopediích. Většinu prací vydal pod pseudonymem Jedlovský.
Přispíval do řady periodik: Domácnost (1876–1887), Hovorna, Lesní obzor (1895–1900), Lověna (1878–1901), Myslivna, Naše domácnost, Naše mládež, Rybářské dopisy (1880–1900), Z lesů a luhů (1895), Z lesovny. 

### Vlastní práce
- Převodní tabulky měr, vah a mincí (1874)
- Poznámky rybářské. Na Královských Vinohradech: J. Doležal, 1890. 20 s.
- Rybářské poznámky (1893)[8]

### Literaura
- BARTUŠEK, Antonín a kol. Dějiny Žďáru nad Sázavou. III, 1784–1974. Brno: Musejní spolek, 1974. 441 s., [201] s. obr. příl. Vlastivědná knihovna moravská. S. 86 a passim (porůznu).
- FILKA, Ivo. Nakladatelská a osvětová činnost Jana Theodoricha Doležala. In: Západní Morava: vlastivědný sborník. V Brně: Muzejní a vlastivědná společnost, 1997, s. 59–67. ISSN 1211-8931. ISBN 80-85048-87-6.
- Národní album: sbírka podobizen a životopisů českých lidí prací a snahami vynikajících i zasloužilých. Praha: Jos. R. Vilímek, [1899]. 280 s. obr., 354 sloupců.
- NOVOTNÝ, Gustav. Jan Doležal (1846/1847–1901) a jeho Háj (1872). In: Chrudimský vlastivědný sborník. 1998, roč. 3, s. 55–73.
- STRÁNSKÁ, Jaroslava. Jan Theodorich Doležal: výběr z dokumentů Okresního archivu k 90. výročí úmrtí Jana Doležala. Žďár nad Sázavou: Okresní archiv Žďár nad Sázavou 2, 1991. 39 listů v různém stránkování. Dokumenty Okresního archivu Žďár nad Sázavou 2, sv. 1. ISBN 80-270-9418-6.
- VĚRTELÁŘ, Jan. Jan Theodorich Doležal český lesnický spisovatel, lesnický pedagog, buditel a redaktor Jan Věrtelář. Chrudimské vlastivědné listy. 2016, roč. 25, č. 3, s. 10–13.
- VOŠAHLÍKOVÁ, Pavla. Biografický slovník českých zemí. Dig–Doš. Praha: Historický ústav AV ČR, 2010. xvii, 216–338 s. ISBN 978-80-7277-416-6.